# Michal Klusáček
Michal Klusáček (* 23. října 1979) je český politik a letecký inženýr, předseda mimoparlamentní České strany národně sociální. Zastává euroskeptické postoje a staví se za neutralitu České republiky.

## Život
Vystudoval obor konstrukce leteckých a raketových motorů na Samarské státní aerokosmické univerzitě. Jeho diplomová práce byla po přepracování roku 2010 vydána jako učebnice.[zdroj?] Je rovněž tvůrcem účinných průmyslových ventilátorů.[zdroj?] Také navrhl a vyvíjel nový typ rotoru.[zdroj?]
Má tři děti.[zdroj?]

## Politická činnost
Od roku 2012 je předsedou České strany národně sociální. Od roku 2011 byl jejím místopředsedou.
V květnu 2016 vzbudili Klusáček a jeho strana kontroverzi, když přelepili informační desku u památníku popraveným Němcům ve Špindlerově Mlýně, což Klusáček hájil tím, že se jednalo o sympatizanty Třetí říše a tabule postrádala historický kontext. Informační tabule byla poté vrácena do původního stavu.
V letech 2019–2021 vedl Michal Klusáček soudní spor o vedení strany s Vladislavem Svobodou, politikem proevropského křídla ČSNS, který nastoupil do funkce předsedy 15. června 2019. V červnu 2021 krajský soud v Praze prohlásil volbu Vladislava Svobody jako neplatnou a navrátil funkci Klusáčkovi, při nabytí rozsudku právní moci 28. července 2021.
Ve volbách do Evropského parlamentu v červnu 2024 kandidoval jako člen ČSNS na 11. místě kandidátky uskupení „STAČILO!, koalice KSČM, SD-SN a ČSNS“. Získal 805 preferenčních hlasů, a stal se tak 9. náhradníkem.

### Názory
Michal Klusáček se po ukončení působení v ČSSD veřejně angažoval v rámci spolku Svatopluk, ve kterém vede tzv. „prut Odolnost“. Tento oddíl se zaměřuje na přípravu občanů na krizové situace, včetně nácviku s legálně drženými zbraněmi. Klusáček opakovaně vyjádřil přesvědčení, že Českou republiku mohou v budoucnu postihnout závažné krize, včetně nedostatku základních zdrojů, zhroucení státních struktur či občanských nepokojů.[zdroj?]
V červnu 2025 na veřejném shromáždění mimo jiné prohlásil, že pokud budou podle něj volby „ukradeny“ a nebude možné změnit směřování země demokratickou cestou, „nazrál čas pro čtvrtý domácí odboj“. V projevu zároveň přirovnal současnou politickou elitu k historickým zrádcům a označil ji za „poskoky Sudeťáků“ a „kriminálníky napojené na mafii“. Jeho prohlášení vzbudila pozornost médií i Policie ČR, která uvedla, že se bude případem zabývat z hlediska možného extremismu.

### Kandidatura do Poslanecké sněmovny 2025
Ve volbách do Poslanecké sněmovny PČR v roce 2025 je lídrem uskupení Stačilo! (KSČM, SOCDEM, ČSNS, SD-SN, Moravané) v Královéhradeckém kraji.